# Masashi Ebinuma
Masashi Ebinuma (Oyama, 15 de fevereiro de 1990) é um judoca japonês. 
Ebinuma é tricampeão mundial e duas vezes medalhista olímpico. Foi o primeiro do Rank mundial por três anos. 

## Carreira
Em uma das mais controversas lutas no judô, Ebinuma derrotou o judoca sul-coreano Cho Jun-ho, Cho Jun-ho foi inicialmente anunciado como vencedor, porém a sua pontuação foi retirada pelos juízes após analise do vídeo.

### Londres 2012
Conquistou a medalha de bronze nas Olimpíadas de 2012 na categoria até 66 kg. Venceu o judoca polonês Pawel Zadrodnik. Em mais uma luta controversa. O judoca polonês aplicou um golpe considerado pelo juiz como ippon, porém após análise do vídeo, os juízes de mesa rebaixaram para um waza-ari, desta forma a luta foi para a prorrogação.

### Rio 2016
Conquistou a medalha de bronze nas Olimpíadas de 2016 na categoria até 66 kg. Derrotou o judoca brasileiro Charles Chibana, na sua luta de estréia nos jogos. Venceu o judoca canadense Antoine Bouchard na disputa da medalha de bronze.

## Principais resultados
2016
 – Jogos Olímpicos -66kg – Rio de Janeiro
 – Grand Slam -66 kg – Paris
2015
 – Grand Slam -66 kg – Tóquio
2014
 – Campeonato Mundial -66kg – Cheliabinsk
 – Grand Prix -66kg – Düsseldorf
2013
 – Campeonato Mundial -66kg – Rio de Janeiro
 – Grand Prix -66kg – Düsseldorf
 – All Japan Judo Championships -66 kg – Fukuoka
2012
 – All Japan Judo Championships -66 kg – Fukuoka
 – Jogos Olímpicos -66kg – Londres
 – World Masters -66kg – Almaty
2011
 – Campeonato Mundial -66kg – Paris
 – All Japan Judo Championships -66 kg – Fukuoka
 – Copa do Mundo -66 kg – Budapeste
 – Grand Slam -66 kg – Rio de Janeiro
 – Grand Slam -66 kg – Tóquio
2010
 – Copa do Mundo por Equipes de Judô -66 kg – Salvador
 – All Japan Judo Championships -66 kg – Fukuoka
 – Grand Slam -66 kg – Tóquio
2009
 – Universíada de Verão -66 kg – Belgrado
 – Grand Prix -66kg – Abu Dhabi
 – Grand Slam -66 kg – Tóquio
 – Copa do Mundo -66 kg – Budapeste
2008
 – Grand Slam -66 kg – Tóquio